# Acacia venulosa
Acacia venulosa é uma espécie de leguminosa do gênero Acacia, pertencente à família Fabaceae.